# Ферми (јединица)
Ферми је јединица дужине која је коришћена за изражавање растојања у домену димензија атомског језгра, 1 Fermi = 10-15 . Име је добила по Енрику Фермију, италијанском физичару. Јединица је застарела јер је у СИ замењена фемтометром (fm); 1 fermi = 1 femtometar.